# 2524-es mellékút (Magyarország)
A 2524-es számú mellékút egy közel 12 kilométeres hosszúságú, négy számjegyű mellékút Borsod-Abaúj-Zemplén vármegye területén, az Upponyi-hegységben, ahol a névadó település egyetlen megközelítési útvonala.
Az 1960-as évekig Dédestapolcsányig vezetett, ahol a mai 2506-os útba torkollott.

## Nyomvonala
A 2522-es útból ágazik ki, annak 2+400-as kilométerszelvényénél, Ózd Kistó városrészének legdélebbi házai között, délkelet felé. Ózd és Királd közigazgatási területeinek határát 3,5 kilométer megtétele után éri el, addig jobbára kelet felé halad, a Jánossza-völgy vonalvezetését követve. Közben, a 2+300-as kilométerszelvényénél, Kiskapud külterületi városrész területén kiágazik belőle, déli irányba a nyúlfarknyi, ma már funkciótlanná vált földútként húzódó 25 308-as út, amely az Eger–Putnok-vasútvonal itteni szakaszának bezárása előtt a Kiskapud megállóhelyhez vezetett.
A 3+500-es kilométerszelvénye közelében kiágazik belőle a 2525-ös út, északkelet felé, ott egyúttal a 2524-es délkelet felé fordul. Még több mint egy fél kilométeren át Ózd határvonala közelében kanyarog, csak ezután lép át a következő település, Borsodbóta területére. A község első házait 6,5 kilométer megtétele után éri el, ettől kezdve a hosszan elnyúló falu főutcájaként halad, Rákóczi utca néven. Közben a 8. kilométere előtt néhány méterrel beletorkollik a 2521-es út, nagyjából 7 kilométer megtétele után, a 8+500-as kilométerszelvényénél pedig a 2523-as, amely Putnokról indulva szűk 12 kilométert tett meg idáig.

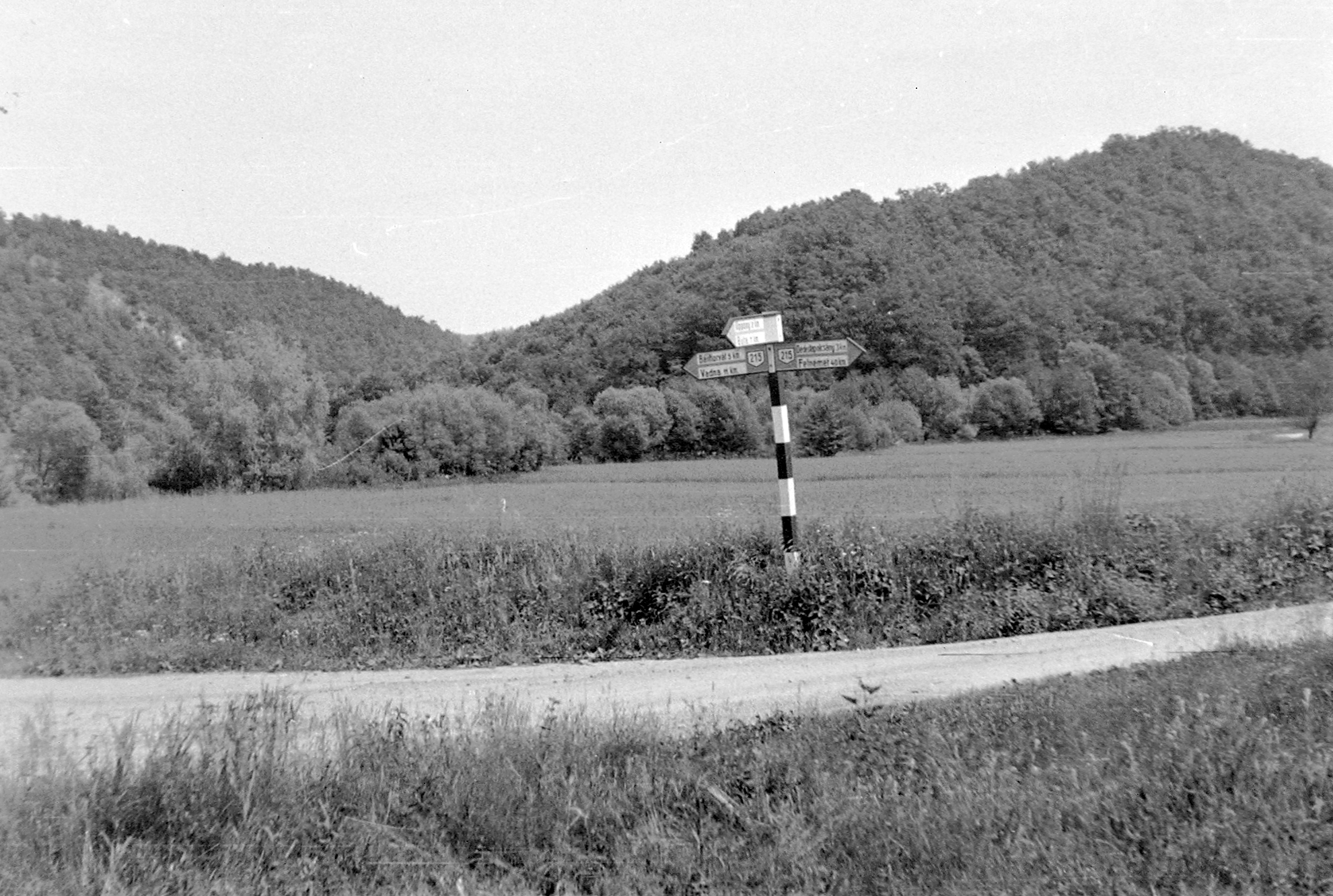
A 2524-es és a 2506-os út hajdanvolt csatlakozása 1955-ben. A 2506-os út akkoriban még főút volt, 215-ös számon. A képen látható sík területet manapság a Lázbérci-víztározó vize borítja.

A 9+300-as kilométerszelvénye elhagyása után lép át a jelenleg zsákfalunak számító Uppony területére, ott ér véget, az országos közutak térképes nyilvántartását szolgáló kira.gov.hu adatbázisa szerint 11,736 kilométer megtétele után. A kiépített út ugyan továbbhalad a Lázbérci-víztározó és Dédestapolcsány irányába, de az áthaladó forgalom elől ez a szakasz a Lázbérci Tájvédelmi Körzet létesítése óta le van zárva, csak erdészeti útként, engedéllyel használható. Az út a tározó megépítése előtt a mai 2506-os útba csatlakozott Dédestapolcsánynál.

## Története
Egy 2,871 kilométeres szakaszát (a 8+515 és a 11+386 kilométerszelvények között) 2019 második felében újítják fel, a Magyar Falu Program útjavítási pályázatának I. ütemében, a Borsod-Abaúj-Zemplén megyei Uppony település területén.